# Dink Johnson
Dink Johnson (* 28. Oktober 1892 als Ollie Johnson in Biloxi, Mississippi; † 29. November 1954 in Portland, Oregon) war ein US-amerikanischer Jazzmusiker, der im Dixieland-Stil Schlagzeug, Klarinette und Piano spielte.

## Leben
Johnson, der Bruder des Jazz-Bassisten Bill Johnson, ging 1911 mit dem Original Creole Orchestra, in dem auch Freddie Keppard spielte, als Schlagzeuger und Pianist auf Tournee und nach Los Angeles. 1913 verließ er in Kalifornien das Orchester, um dort mit Jelly Roll Morton zu spielen, bevor er 1917, nachdem er auch das Klarinettenspiel erlernt hatte, seine eigene Band gründete, die Louisiana Six, in der auch Kid Ory spielte.
Später spielte er Klarinette bei Kid Ory und nahm an den ersten Aufnahmen einer farbigen New Orleans-Band 1921 für die Sunshine Record Company teil. Danach lebte er in Los Angeles und wurde erst 1945 durch William Russell „wiederentdeckt“, als er in seiner Bar Piano spielte. Dies führte zu Soloaufnahmen und solchen mit einem Trio (1947), teils mit eigener Trick-Schlagzeugbegleitung.
Johnson, der 1954 starb, galt als sehr guter Ragtime-Spieler, der seinen Stil am Piano an seinem Mentor Morton orientierte.